# Georgi Jordanow
Georgi Jordanow (bułg. Георги Йорданов, ur. 21 lipca 1963 w Płowdiwie) – bułgarski piłkarz grający na pozycji pomocnika. W swojej karierze rozegrał 39 meczów w reprezentacji Bułgarii i strzelił w nich 3 gole.

## Kariera klubowa
Karierę piłkarską Jordanow rozpoczynał w klubie Łokomotiw Płowdiw. W sezonie 1980/1981 zadebiutował w jego barwach w drugiej lidze bułgarskiej. W zespole Łokomotiwu grał przez sezon i w 1981 roku odszedł z niego do pierwszoligowego PFK Sliwen. W Sliwen grał do 1985 roku i wtedy też przeszedł do Witoszy Sofia. Wraz z Witoszą wywalczył mistrzostwo Bułgarii w 1988 roku i zdobył Puchar Bułgarii w 1986 roku.
W 1990 roku Jordanow przeszedł do hiszpańskiego klubu Sporting Gijón. Zadebiutował w nim 1 września 1990 w zremisowanym 2:2 wyjazdowym meczu z Realem Betis. Po 3 latach gry w Sportingu w Primera División przeniósł się do drugoligowego CA Marbella.
W latach 1994–1996 Jordanow był zawodnikiem rezerw Realu Oviedo, a następnie Septemwri Sofia. W 1996 roku podpisał kontrakt z CSKA Sofia. W 1997 roku wywalczył z nim dublet (mistrzostwo i puchar kraju), a w 1999 roku po raz trzeci w karierze sięgnął po krajowy puchar. W sezonie 1999/2000 grał w Spartaku Plewen, a w sezonie 2000/2001 w Czernomorcu Burgas, w którym zakończył karierę.
| Sezon   | Klub               | Kraj      | Rozgrywki          | Mecze | Bramki |
| ------- | ------------------ | --------- | ------------------ | ----- | ------ |
| 1980/81 | Łokomotiw Płowdiw  | Bułgaria  | II. liga           | 30    | 5      |
| 1981/82 | PFK Sliwen         | Bułgaria  | A PFG              | 17    | 2      |
| 1982/83 | PFK Sliwen         | Bułgaria  | A PFG              | 28    | 5      |
| 1983/84 | PFK Sliwen         | Bułgaria  | A PFG              | ?     | ?      |
| 1984/85 | PFK Sliwen         | Bułgaria  | A PFG              | ?     | ?      |
| 1985/86 | Witosza Sofia      | Bułgaria  | A PFG              | 29    | 8      |
| 1986/87 | Witosza Sofia      | Bułgaria  | A PFG              | 24    | 10     |
| 1987/88 | Witosza Sofia      | Bułgaria  | A PFG              | 30    | 9      |
| 1988/89 | Witosza Sofia      | Bułgaria  | A PFG              | 22    | 3      |
| 1989/90 | Lewski Sofia       | Bułgaria  | A PFG              | 27    | 8      |
| 1990/91 | Sporting Gijón     | Hiszpania | Primera División   | 26    | 1      |
| 1991/92 | Sporting Gijón     | Hiszpania | Primera División   | 28    | 3      |
| 1992/93 | Sporting Gijón     | Hiszpania | Primera División   | 23    | 3      |
| 1993/94 | CA Marbella        | Hiszpania | Segunda División   | 21    | 1      |
| 1994/95 | Real Oviedo B      | Hiszpania | Segunda División B | ?     | ?      |
| 1997/98 | Septemwri Sofia    | Bułgaria  | B PFG              | ?     | ?      |
| 1996/97 | CSKA Sofia         | Bułgaria  | A PFG              | 12    | 1      |
| 1997/98 | CSKA Sofia         | Bułgaria  | A PFG              | 23    | 2      |
| 1998/99 | CSKA Sofia         | Bułgaria  | A PFG              | 13    | 3      |
| 1999/00 | Spartak Plewen     | Bułgaria  | II. liga           | 18    | 1      |
| 2000/01 | Czernomorec Burgas | Bułgaria  | A PFG              | 10    | 0      |

## Kariera reprezentacyjna
W reprezentacji Bułgarii Jordanow zadebiutował 7 sierpnia 1983 w wygranym 3:2 towarzyskim meczu z Algierią. W 1986 roku został powołany przez selekcjonera Iwana Wucowa do kadry na Mistrzostwa Świata 1986. Na tym turnieju rozegrał 2 mecze: z Argentyną (0:2) i w 1/8 finału z Meksykiem (0:2). Od 1983 do 1992 roku rozegrał w kadrze narodowej 39 meczów i strzelił 3 gole.